# Ezzelino III da Romano
Pour les articles homonymes, voir Ezzelino.
Ezzelino III da Romano, surnommé le Féroce (en italien: Il feroce), (né le 25 avril 1194 à Romano dans la province de Vicence en Vénétie - mort le 27 septembre 1259 à Soncino, dans la province de Crémone, en Lombardie) était un seigneur et condottiere italien du Moyen Âge, fils d'Ezzelino II, seigneur de l'actuelle localité de Romano d'Ezzelino. Il est remarquable par l'usage immodéré qu'il fit de sa condotta.

## Biographie

### Fondements du pouvoir d'Ezzelino
Ezzelino III da Romano succède à son père en 1215. Il prend la tête des Gibelins autour de Vérone, dont il devient podestat de 1225 à 1230, s'allie avec l'empereur Frédéric II et devient le maître de Vérone en 1227. Cette alliance est renforcée par le mariage d’Ezzelino avec une des filles illégitimes de l’empereur, Selvaggia di Staufen. A cette occasion, l'empereur lui offre le gouvernement de Vérone et de Vicence, Padoue et Brescia. Il est l’un des principaux capitaines de l’armée impériale à partir de la bataille de Cortenuova de 1237, renforçant ainsi son autorité et l'armement de sa condotta, grâce à l'apport des mercenaires allemands venus combattre en Italie avec l'empereur. Il soumet de nouveau Vérone qui était passée dans le camp des Guelfes, puis il prend le contrôle des villes Padoue, Vicence et Bassano. Il est alors créé Vicaire Impérial de toute la marche de Vérone pendant que son frère cadet Alberigo s'empare de Trévise avant de passer au parti des Guelfes en 1239. Ezzelino III conquiert également Feltre en 1248, Belluno et Este en 1249.      

#### Organisation militaire
Ezzelino dispose d’un potentiel militaire supérieur à celui de ses opposants. Il met en avant la discipline et la tactique dans son organisation. Il va soumettre les militès à son contrôle. Pour ce faire, il leur interdit de se livrer à des conflits militaires de leur propre intérêt, les empêche de définir leurs objectifs et leur impose de nouvelles techniques de combat (manœuvres groupées, interdiction du pillage).

#### Aspects politiques
Dans un premier temps, pour étendre son contrôle, il respecte les institutions existantes. Il soumet les communes à son autorité en nommant des podestats qui lui sont favorables comme avec Salinguerra Torelli à Ferrare.
Il forme aussi une nouvelle élite au sein de la société. Il nomme de nouveaux cavaliers issus des rangs des péditès qui deviennent acquis à sa cause. Ils sont les membres les plus riches du popolo, ceux qui disposent de moyens suffisants pour se payer un équipement de cavalier. Dans la ville de Padoue ce sont les petits aristocrates clients des châtelains et parmi les familles dont la fortune s’est constituée récemment . Cet assentiment est plus fondé sur la recherche d’un intérêt immédiat que sur une adhésion idéologique.
Il concentre progressivement tous les pouvoirs autour de sa personne. Il choisit à partir de 1244 tous les podestats sans en référer à l’autorité impériale. Dès 1247, il cesse d'en nommer dans les villes qu’il contrôle et les remplace par des recteurs – de petits aristocrates - qui jouent un simple rôle d’exécutant. À partir de 1249, Ezzelino ne cherche plus d’alliés mais de simples serviteurs.

### Opposition à Ezzelino
On trouve deux sources d’opposition à la politique menée par Ezzelino. La famille rivale des Este en est la première source. Le bannissement du marquis de Padoue par Ezzelino en 1239 achève de faire passer les Este dans le giron guelfe.
Le pouvoir religieux est aussi une source d’opposition à son pouvoir. Ezzelino est excommunié à deux reprises par le pape Innocent IV. La première fois en 1248 comme partisan de l’empereur Frédéric II et la seconde, le 9 avril 1254, comme hérétique et persécuteur de l'Église dans sa seigneurie.  

#### Politique de terreur d'Ezzelino
Cette politique qui l’a rendu tristement célèbre s’intensifie à partir du moment où l’envoyé de l’empereur, Galvano Lancia - qui jouait un rôle de modérateur - est renvoyé sous un prétexte.
L’historien Gérard Rippe le qualifie de « monomaniaque de la terreur » à partir de l’année 1245. Les prisonniers de guerre qui, jusqu’alors, avaient la possibilité d’accéder à une libération sous caution, sont désormais mis en détention voire exécutés. Il commet des atrocités dans ses prisons puisqu’il crève les yeux des détenus , emmure vivants des prisonniers et se délecte des souffrances endurées par 18 Padouans torturés en une seule journée. Il laisse par exemple mourir en prison l'abbé bénédictin de Sainte Justine de Padoue Arnaud Cataneo en 1255. Sont réprimés systématiquement tous ceux qui ont un engagement dans la politique extérieure de la commune, ceux qui ont apporté un appui au mouvement religieux citadin, ceux qui sont intégrés dans des réseaux de dépendance féodo-vassaliques ou ceux qui disposent d’intérêts fonciers. Il voit comme une menace tous les militès qui possèdent des compétences militaires et une richesse importante. Cette politique explique son surnom de "fils du diable" et le fait que Dante le situe en enfer.

#### Fin d'Ezzelino
La fiscalité imposée par la seigneurie d’Ezzelino finit par devenir trop lourde à supporter. Il perd ainsi ses soutiens parmi les commerçants dont l’activité ralentit. Ezzelino renforce sa politique répressive pour tenter de se maintenir au pouvoir. Mais le pape Alexandre IV prêche en 1256 une véritable croisade dirigée contre lui, croisade à laquelle participent les Guelfes, et à la tête de laquelle se mit le marquis Azzo VII d'Este dit Novello, chef de la maison d'Este qui lui enlève Padoue, Este et d'autres petites cités. En 1257 Ezzelino III se réconcilie avec son frère Alberigo ou Albérico ce qui fait revenir Trévise dans le parti des Gibelins. En 1258 Ezzelino III s'empare de Brescia avec le concours d'Oberto Pallavicini et de Boso de Doaria mais lorsqu'il veut se débarrasser de ses alliés, ces derniers se rangent aux côtés de la maison d'Este et  le battent. 
Ezzelino est grièvement blessé au pont de Cassano en 1259. Capturé et emprisonné dans la forteresse de Soncino, refusant tout soin et sacrement, arrachant même ses pansements, il y meurt le 27 septembre 1259 à l'âge de 62 ans. Après sa chute, Albérico son frère, s'enfuit de Trévise et se réfugie au château de San-Zeno. La place est prise en 1260 et il est mis à mort avec toute sa famille par le peuple révolté dans Trévise.

### Ezzelino et Dante
Dante Alighieri dans sa Divine Comédie place Ezzelino en Enfer, immergé dans un fleuve de sang, parmi le groupe de ceux qui se sont montrés  violents envers leurs prochains.

« Et ce front aux poils si noirs c'est Azzolino »

— Dante, Divine Comédie. Texte traduit par Lamennais édition de 1883 , « Enfer, chant XII.